# 第77回毎日映画コンクール
第77回毎日映画コンクールは、毎日新聞社とスポーツニッポン新聞社が主催する賞であり、2022年1月1日から12月31日まで国内で14日間以上有料で上映された映画を対象とする。2023年2月14日に東京都目黒区のめぐろパーシモンホールで表彰式が開催された。

## 受賞とノミネート
第77回毎日映画コンクールの候補は2022年12月21日に発表された。2023年1月19日に受賞者が発表された。

### 受賞結果

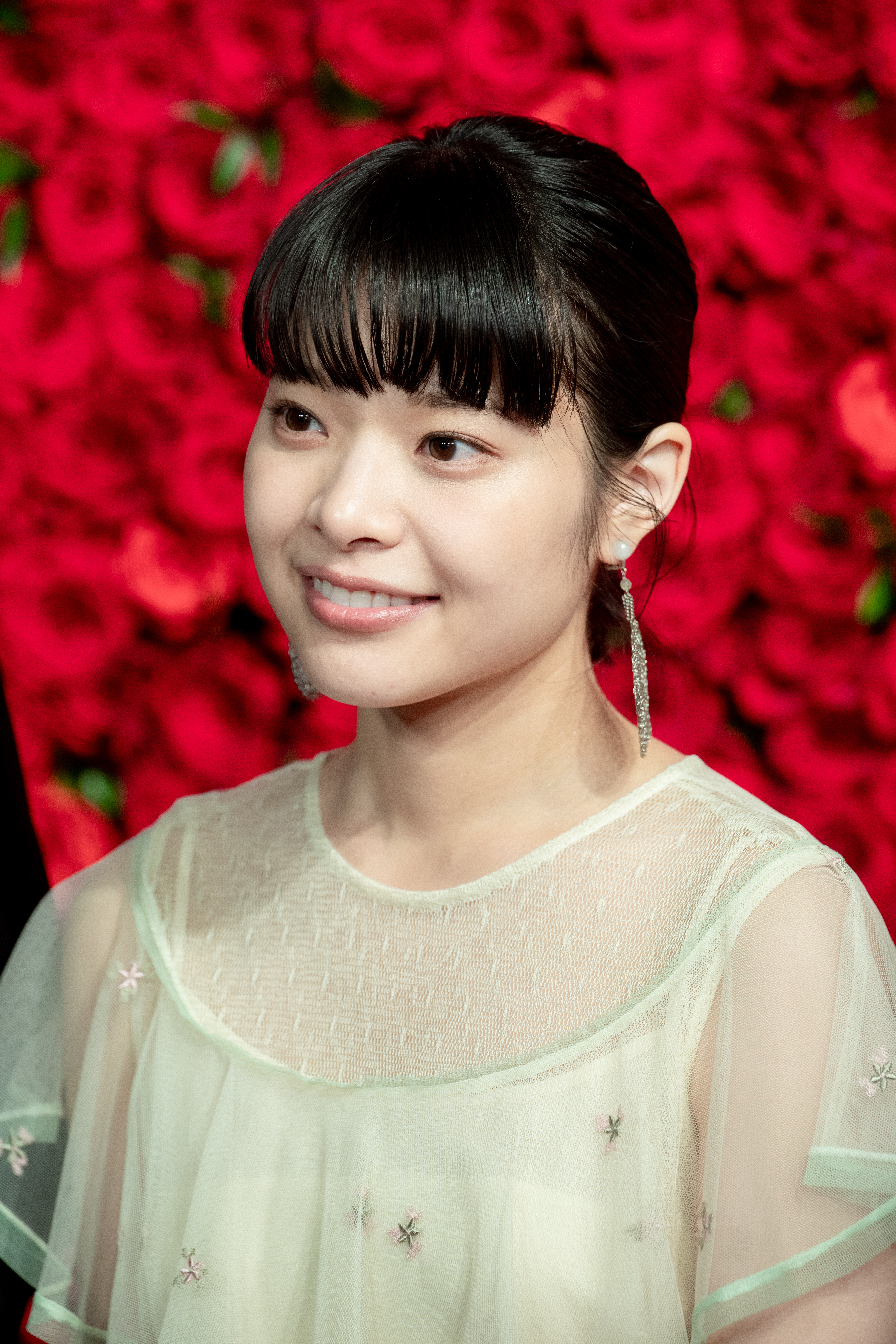
女優主演賞を受賞した岸井ゆきの

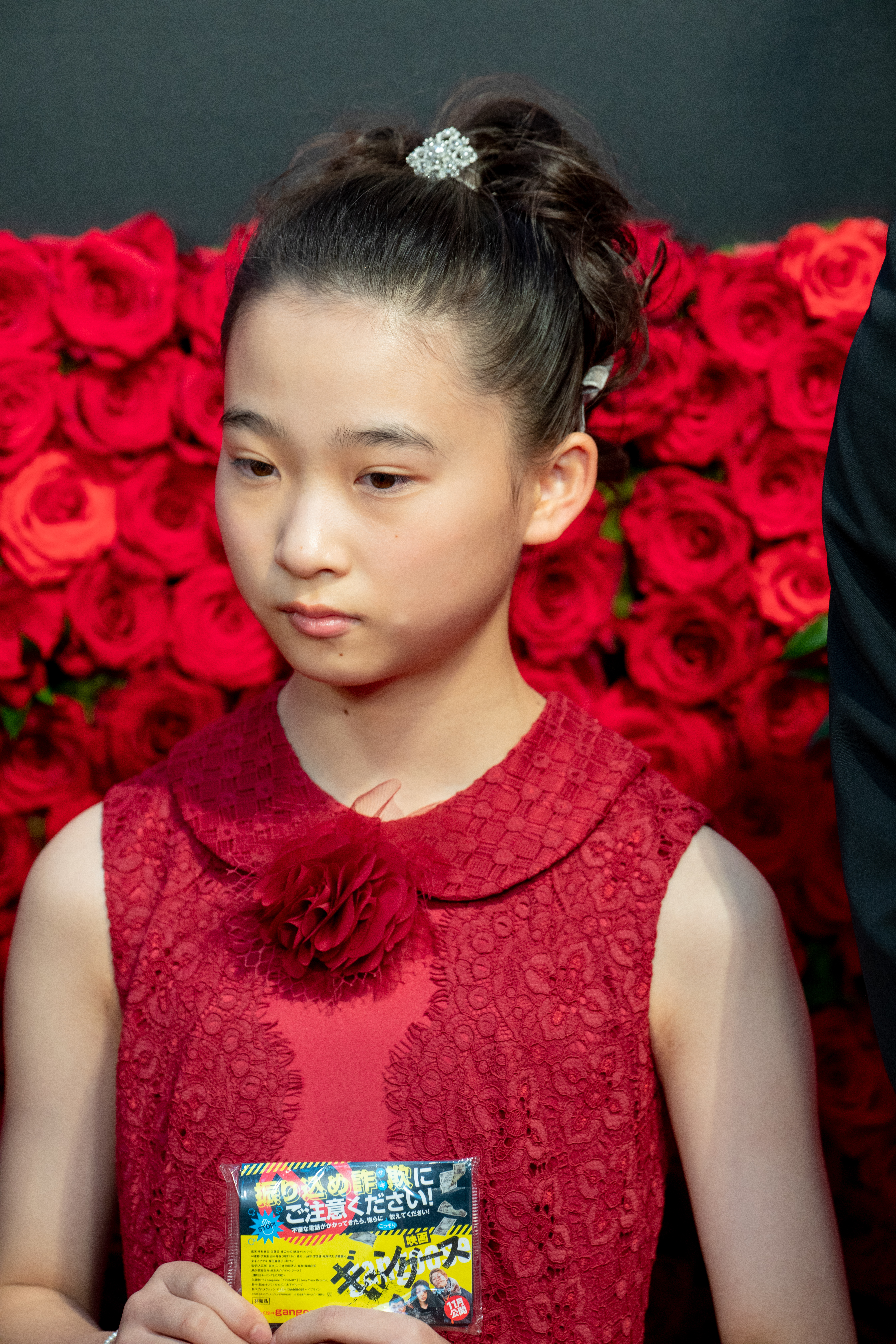
女優助演賞を受賞した伊東蒼

受賞者は各項目最上段に太字でダブルダガー付きのものである。
また、日本映画優秀賞と大藤信郎賞には太字でダガーを付けている。
| 日本映画大賞・日本映画優秀賞 - 『ケイコ 目を澄ませて』 - 三宅唱 - 『夜明けまでバス停で』 - 高橋伴明 - 『ある男』 - 『さがす』 - 『PLAN75』 | 外国映画ベストワン賞 - 『ベルファスト』 - 『アネット』 - 『Coda コーダ あいのうた』 - 『トップガン マーヴェリック』 - 『リコリス・ピザ』 |
| 男優主演賞 - 沢田研二 - 『土を喰らう十二ヵ月』 - ツトム 役 - 阿部サダヲ - 『死刑にいたる病』 - 榛村大和 役 - 稲垣吾郎 - 『窓辺にて』 - 市川茂巳 役 - 佐藤二朗 - 『さがす』 - 原田智 役 - 妻夫木聡 - 『ある男』 - 城戸章良 役 - 豊川悦司 - 『あちらにいる鬼』 - 白木篤郎 役                                                                          | 女優主演賞 - 岸井ゆきの - 『ケイコ 目を澄ませて』 - 小河ケイコ 役 - 田中裕子 - 『千夜、一夜』 - 若松登美子 役 - 寺島しのぶ - 『あちらにいる鬼』 - 長内みはる 役 - 永野芽郁 - 『マイ・ブロークン・マリコ』 - シイノトモヨ 役 - のん - 『さかなのこ』 - ミー坊（さかなクン） 役 - 倍賞千恵子 - 『PLAN75』 - 角谷ミチ 役 |
| 男優助演賞 - 窪田正孝 - 『ある男』 - 谷口大祐（ある男X） 役 - 坂口健太郎 - 『ヘルドッグス』 - 室岡秀喜 役 - 砂田アトム - 『LOVE LIFE』 - パク・シンジ 役 - 中島歩 - 『よだかの片想い』 - 飛坂逢太 役 - 三浦友和 - 『ケイコ 目を澄ませて』 - 会長 役 - 山本耕史 - 『シン・ウルトラマン』 - 外星人メフィラス 役 - 横浜流星 - 『流浪の月』 - 中瀬亮 役 | 女優助演賞 - 伊東蒼 - 『さがす』 - 原田楓 役 - 安藤サクラ - 『ある男』 - 谷口里枝 役 - 尾野真千子 - 『千夜、一夜』 - 田村奈美 役 - 広末涼子 - 『あちらにいる鬼』 - 白木笙子 役 - 宮本信子 - 『メタモルフォーゼの縁側』 - 市野井雪 役                                                                                  |
| スポニチグランプリ新人賞（男性） - 番家一路 - 『サバカン SABAKAN』 - 久田孝明 役 - 岡田健史 - 『死刑にいたる病』 - 筧井雅也 役 - 神尾楓珠 - 『恋は光』 - 西条 役 - 白鳥晴都 - 『ぜんぶ、ボクのせい』 - 松下優太 役 - 目黒蓮- 『月の満ち欠け』 - 三角哲彦 役                                                                                         | スポニチグランプリ新人賞（女性） - 嵐莉菜 - 『マイスモールランド』 - チョーラク・サーリャ 役 - 大沢一菜 - 『こちらあみ子』 - あみ子 役 - 川瀬知佐子 - 『愛してる!』 - ミサ 役 - 北村優衣 - 『ビリーバーズ』 - 副議長 役 - Kōki, - 『牛首村』 - 雨宮奏音 / 三澄詩音 役                                                 |
| 田中絹代賞 - 2020年度より俳優部門から独立。特別賞とともに諮問委員会で選定される。 | 監督賞 - 三宅唱 - 『ケイコ 目を澄ませて』 - 石川慶 - 『ある男』 - 白石和彌 - 『死刑にいたる病』 - 高橋伴明 - 『夜明けまでバス停で』 - 早川千絵 - 『PLAN75』 - 深田晃司 - 『LOVE LIFE』 |
| 脚本賞 - 早川千絵 - 『PLAN75』 - 荒井晴彦 - 『あちらにいる鬼』 - 今泉力哉、城定秀夫 - 『愛なのに』 - 梶原阿貴 - 『夜明けまでバス停で』 - 向井康介 - 『ある男』 | 撮影賞 - 月永雄太 - 『ケイコ 目を澄ませて』 - 浦田秀穂 - 『PLAN75』 - 近藤龍人 - 『ある男』 - ホン・ギョンピョ - 『流浪の月』 - 松根広隆 - 『土を喰らう十二ヵ月』 - 山崎裕 - 『千夜、一夜』 |
| 美術賞 - 今村力、新田隆之 - 『死刑にいたる病』 - 小坂賢太郎 - 『土を喰らう十二ヵ月』 - 酒井賢 - 『峠 最後のサムライ』 - 種田陽平、北側深幸 - 『流浪の月』 - 我妻弘之 - 『ある男』 | 音楽賞 - 青葉市子 - 『こちらあみ子』 - 大友良英 - 『犬王』 - 大友良英 - 『土を喰らう十二ヵ月』 - 加藤久貴 - 『マイ・ブロークン・マリコ』 - 原摩利彦 - 『流浪の月』 |
| 録音賞 - 川井崇満 - 『ケイコ 目を澄ませて』 - 臼井勝 - 『PLAN75』 - 浦田和治 - 『死刑にいたる病』 - 小川武 - 『ある男』 - 森英司 - 『千夜、一夜』 - 矢野正人 - 『峠 最後のサムライ』 - 渡辺文彦 - 『土を喰らう十二ヵ月』 | ドキュメンタリー映画賞 - 『スープとイデオロギー』 - 『牛久』 - 『北のともしび ノイエンガンメ強制収容所とブレンフーザー・ダムの子どもたちたゆたえども沈まず』 - 『教育と愛国』 - 『原発をとめた裁判長 そして原発をとめる農家たち』 - 『人生ドライブ』 - 『たまねこ たまびと』                                          |
| アニメーション映画賞・大藤信郎賞 長編 - 『犬王』 - 『機動戦士ガンダム ククルス・ドアンの島』 - 『グッバイ、ドン・グリーズ!』 - 『すずめの戸締まり』 - 『ONE PIECE FILM RED』 | 短編 - 『高野交差点』 - 『うまとび』 - 『鬼 布と塩』 - 『蟹眼』 - 『サカナ島胃袋三腸目』 - 『Sampai jumpa laji』 - 『駐車場でアメを食べたね』 - 『猫パラレル』 - 『半島の鳥』 - 『MARE』 - 『ミニミニポッケの大きな庭で』 - 『無法の愛』 - 『REMれむ―The waves of endless dreams』 - 『わたしのトーチカ』             |

### TSUTAYA DISCAS映画ファン賞
日本映画部門
- 『チェリまほ THE MOVIE ～30 歳まで童貞だと魔法使いになれるらしい』

外国映画部門
- 『トップガン マーヴェリック』

### 特別賞
- 中島貞夫

### 田中絹代賞
- 寺島しのぶ

### 複数の部門での候補及び受賞作品
| ノミネート                   | 映画                    |
| ---------------------------- | ----------------------- |
| 9                            | 『ある男』              |
| 6                            | 『ケイコ 目を澄ませて』 |
| 6                            | 『PLAN75』              |
| 5                            |                         |
| 『土を喰らう十二ヵ月』       |                         |
| 『死刑にいたる病』           |                         |
| 4                            | 『あちらにいる鬼』      |
| 4                            | 『千夜、一夜』          |
| 4                            | 『流浪の月』            |
| 3                            | 『さがす』              |
| 3                            | 『夜明けまでバス停で』  |
| 2                            |                         |
| 『LOVE LIFE』                |                         |
| 『峠 最後のサムライ』        |                         |
| 『マイ・ブロークン・マリコ』 |                         |
| 『こちらあみ子』             |                         |
| 『犬王』                     |                         |

| 受賞数 | 作品                    |
| ------ | ----------------------- |
| 5      | 『ケイコ 目を澄ませて』 |

## 審査員（選考委員）
一次選考委員
相田冬二、秋本鉄次、秋山登、明智惠子、安藤紘平、石坂健治、石飛徳樹、石村加奈、磯貝正人、岩田和明、宇田川幸洋、内海陽子、浦崎浩實、
襟川クロ、大高宏雄、大竹洋子、尾形敏朗、岡本耕治、鬼塚大輔、小野耕世、小野民樹、恩田泰子、賀来タクト、景山理、柏原寛司、金澤誠、
川口敦子、川村夕祈子、きさらぎ尚、北川れい子、北小路隆志、木全公彦、木全純治、金原由佳、国弘よう子、古賀重樹、小菅昭彦、ミルクマン斉藤、
佐藤雅昭、塩田時敏、鈴木元、関口裕子、高橋諭治、立花珠樹、立田敦子、田中千世子、田中文人、谷川建司、津島令子、稲垣都々世、出口丈人、
寺脇研、轟夕起夫、中山治美、野島孝一、野村正昭、萩尾瞳、春岡勇二、樋口尚文、平山允、福永聖二、北條誠人、細谷美香、三浦理高、三留まゆみ、
宮澤誠一、村山匡一郎、森直人、矢田部吉彦、柳下毅一郎、山根貞男、吉田伊知郎、渡辺浩、勝田友巳、鈴木隆
二次選考委員
〈作品部門〉
- 朝吹真理子(作家)
- 井筒和幸(映画監督)
- 佐伯知紀(映画映像研究者)
- 斉藤綾子(明治学院大文学部芸術学科教授)
- 富山省吾(日本映画大学理事長)

以上5名
〈俳優部門〉
- 石村加奈(映画ライター、評論家)
- 掛尾良夫(城西国際大招へい教授)
- 金澤誠(映画祭コーディネーター)
- 滝田洋二郎(映画監督)
- 冨田美香(国立映画アーカイブ主任研究員教育・発信室長)
- 三沢和子(映画プロデューサー)
- 佐藤雅昭(スポーツニッポン特別編集委員)

以上7名
〈スタッフ部門〉
- 荒木啓子(ぴあフィルムフェスティバルディレクター)
- 今井雅子(脚本家)
- 勝田友巳(毎日新聞社学芸部長)
- 小林淳(映画音楽著作家)
- 坂野ゆか(川喜多記念映画文化財団チーフコーディネーター)
- 佐藤朋有子(美術監督)
- 立田敦子(映画評論家)
- 田辺信道(録音監督)
- 藤石修(撮影監督)
- 万田邦敏(映画監督)
- 森直人(映画評論家、映画ライター)

以上11名
〈ドキュメンタリー部門〉
- 石坂健治(日本映画大教授)
- 城戸久枝(ノンフィクション作家)
- ジャン・ユンカーマン(ドキュメンタリー監督)
- 谷岡理香(メディア総合研究所所長)
- 藤岡朝子(山形国際ドキュメンタリー映画祭理事)

＝一次選考委員（野村正昭、渡辺勝之、勝田友巳）
以上5名
〈アニメーション部門〉
- 岩井澤健治(アニメ監督)
- 片渕須直(アニメ監督)
- 陣内利博(武蔵野美術大学造形学部視覚伝達デザイン学科教授)
- 高瀬康司(アニメーション研究・批評)
- 和田敏克(東京造形大准教授)

＝１次選考委員（原口正宏、藤津亮太、勝田友巳）
以上5名